# Allmänningstjärnen (Bräcke socken, Jämtland)
Allmänningstjärnen är en sjö i Bräcke kommun i Jämtland och ingår i Ljungans huvudavrinningsområde. Sjön har en area på 0,28 kvadratkilometer och ligger 375,1 meter över havet.

## Delavrinningsområde
Allmänningstjärnen ingår i det delavrinningsområde (695908-147526) som SMHI kallar för Utloppet av Lillsjön. Medelhöjden är 350 meter över havet och ytan är 10,23 kvadratkilometer. Räknas de 8 avrinningsområdena uppströms in blir den ackumulerade arean 84,58 kvadratkilometer. Märlan (Tvärån) som avvattnar avrinningsområdet har biflödesordning 3, vilket innebär att vattnet flödar genom totalt 3 vattendrag innan det når havet efter 200 kilometer. Avrinningsområdet består mestadels av skog (71 procent). Avrinningsområdet har 1,14 kvadratkilometer vattenytor vilket ger det en sjöprocent på 11,1 procent.